# Тарр, Брюс
Брюс Э́двард Тарр (англ. Bruce Edward Tarr; род. 2 января 1964, Глостер, Массачусетс, США) — американский адвокат и политик-республиканец, член Палаты представителей и Сената Массачусетса, лидер фракции меньшинства Сената Массачусетса. Член Американской ассоциации юристов, Ассоциации юристов Массачусетса (1990), Ассоциации юристов Глостера и совета директоров Греческой ассоциации юристов.
Активный член греческой общины США и диаспоры в целом. Будучи одним из активных сторонников возобновления функционирования Халкинской богословской школы, закрытой правительством Турции в 1971 году, Тарр сыграл важную роль в повышении уровня осведомлённости своих коллег по этому вопросу, а также в 2007 году был соавтором совместного письма президенту США Джорджу У. Бушу с просьбой рассмотреть данную проблему и принять по ней соответствующие меры.

## Биография
Родился в греческой семье. Его родители Эдвард «Мёрф» Тарр (Тамвакологос) и Кристин «Крис» Талиадорос (1921—2017) были женаты с 1950 года.
В 1982 году окончил среднюю школу в Глостере.
Получил степени бакалавра делового администрирования в Школе менеджмента (1987) и доктора права в Школе права (1990) Саффолкского университета.
Член Палаты представителей (1991—1994) и Сената Массачусетса (1995—н. в.), помощник лидера фракции меньшинства (2007—2012) и лидер фракции меньшинства (2011—н. в.) Сената Массачусетса.

## Личная жизнь
Не женат.